# 실비오 로드리게스
실비오 로드리게스(Silvio Rodríguez Domínguez, 1946년 11월 29일 ~)는 쿠바의 음악가이다. 그는 누에바 트로바 운동의 기수였다.